# Walbrook

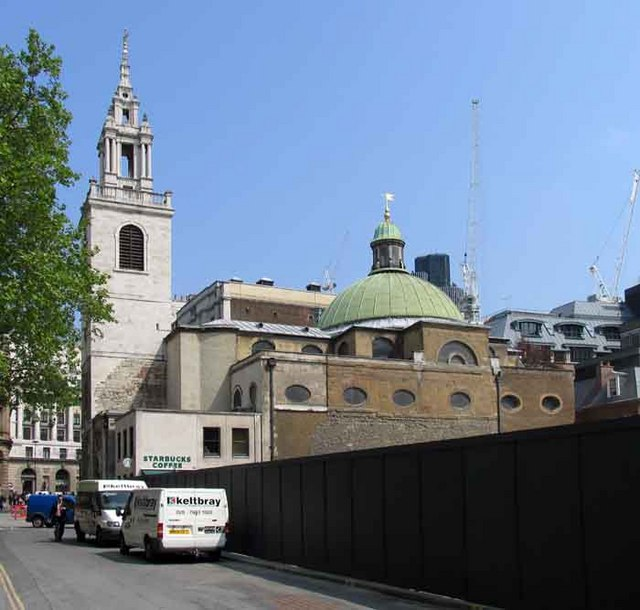
Die Kirche St Stephen’s

Walbrook ist der Name einer Straße, des dortigen Stadtteils, und eines – heute unterirdisch verlaufenden – Baches in London. Beide liegen in der City of London, dem historischen Zentrum der Stadt.

## Gewässer
Der Walbrook spielte vor allem in der Mitte des 1. Jahrhunderts, während Gründung und Besiedlung von Londinium durch die Römer, eine wichtige Rolle. Er entsprang bei Finsbury, durchfloss das ummauerte Stadtareal und mündete schließlich an der Themse. Seine Mündung lag ungefähr bei der heutigen Cannon Street Railway Bridge an der Walbrook Wharf. Der Wasserlauf teilte die römische Stadt dadurch in zwei Hälften, er wurde damals wohl in erster Linie für die Versorgung mit Trinkwasser und für das Ableiten der Abwässer genutzt. An seinem östlichen Ufer errichteten die Römer einen Mithras-Tempel, dessen Überreste 1954 bei Bauarbeiten wiederentdeckt wurden. Nahe seiner Mündung und ebenfalls am Ostufer, stand einst die Residenz des römischen Statthalters. Hier hatten sich auch die „Tanners“, die Pelzzurichter, die ebenfalls Wasser benötigten, angesiedelt. Im Laufe der Jahre entwickelte sich um den Garlick Hill eines der weltbedeutendsten Handelsplätze für Rauchwaren (Pelzfelle). Der Bachlauf selbst wurde im 17. Jahrhundert überbaut; seither fließt der Walbrook zur Gänze unterirdisch.

## Straße

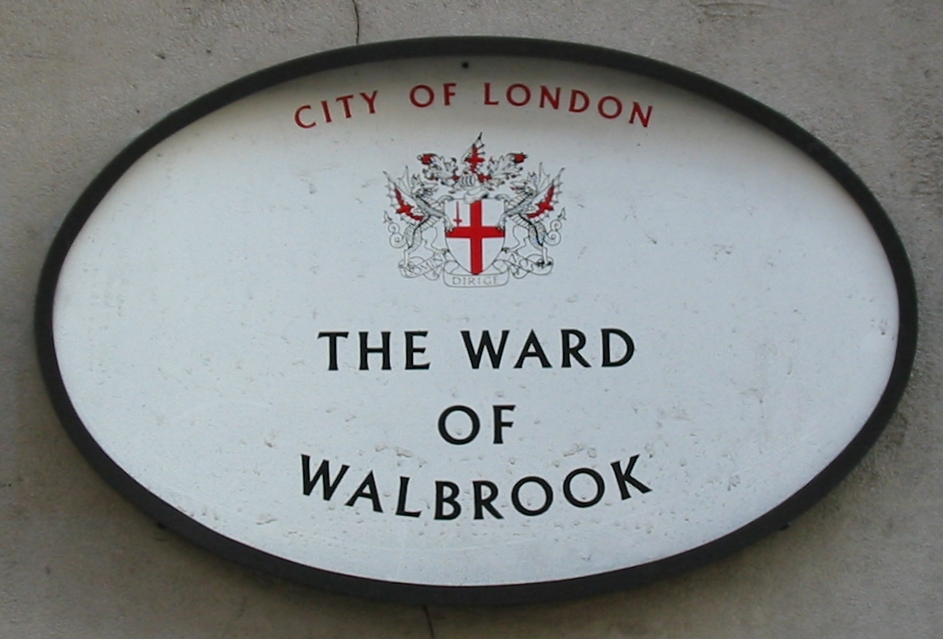
Der Stadtbezirk Walbrook

Der heutige Straßenzug, der nach dem Walbrook benannt wurde, verläuft parallel zum einstigen Bachlauf. Hier befindet sich die Kirche St Stephen Walbrook. Ihr Vorgängerbau aus angelsächsischer Zeit befand sich am Westufer. Um 1439 entstand dann der Neubau am Ostufer. Dieser wurde allerdings 1666 beim Großen Brand von London wieder zerstört. Unter der Leitung des Christopher Wren wurde bis 1672 eine neue Kirche erbaut, die auch heute noch existiert.

## Erforschung
In den 1860er Jahren fanden unter der Leitung von General Augustus Pitt Rivers Ausgrabungen entlang der Straße statt. Dabei stießen die Archäologen im Bachbett auf eine größere Anzahl menschlicher Schädel; andere Skelettteile waren jedoch kaum vorhanden. Der Fund erinnerte an eine Erzählung aus der Historia Regum Britanniae von Geoffrey of Monmouth, wonach eine abtrünnige römische Legion sich den Truppen des Asclepiodotus ergeben hatte, deren Soldaten anschließend hingerichtet und ihre abgeschlagene Köpfe danach in den Bach geworfen wurden. Geoffreys Geschichtswerk gilt jedoch als weitgehend unhistorisch. Heute geht die Forschung davon aus, dass die Schädel von Opfern stammen, die während der Zerstörung der Stadt im Zuge der Ereignisse des Boudicca-Aufstands umgekommen waren.
2016 wurden beim Neubau eines Bürohochhauses hölzerne Schrifttafeln im feuchten Schlamm des ehemaligen Flusslaufes gefunden, die die ältesten handschriftlichen Dokumente in Großbritannien darstellen. Von insgesamt 405 Tafeln konnten 87 entziffert werden. Sie geben einen Einblick in das Alltagsleben in der Stadt in der Zeit des ersten Jahrhunderts nach Christus. Eine Tafel aus dem Jahr 43 nach Christus liefert dabei die älteste Erwähnung des römischen Namens Londinium für die Stadt. Die Tafeln wurden größtenteils in Lagen von Abfall gefunden, der an diese Stelle gebracht worden war, um die Ufer des Flusses zu befestigen.